# Henri Hubert
Henri Hubert, francoski zgodovinar, arheolog in sociolog, * 23. junij 1872, Pariz, † 25. maj 1927, Chatou.